# 大阪歯科衛生士専門学校
大阪歯科衛生士専門学校（おおさかしかえいせいしせんもんがっこう）は、学校法人加藤学園が運営する。大阪市天王寺区にある専修学校。一部の実習を大阪歯科大学で行う。

## 所在地
- 〒543-0028 大阪市天王寺区小橋長14-51

最寄り駅は、近鉄大阪上本町駅